# Большая среда
«Большая среда» или «Всё решается в среду» (англ. Big Wednesday) — кинофильм 1978 года режиссёра Джона Милиуса о дружбе сёрфингистов. Джон Милиус снялся камео в роли торговца наркотиками в Тихуане.

## Сюжет
Красочная история отношений и взросления трех друзей-сёрфингистов протяженностью в 12 лет. Любовь к морю, закатам в Малибу, экстремальному и красивому виду спорта объединяет этих разных парней: Мэтта, Джека и Лероя. Мелвилл в роли аса-тренера.

## В ролях
- Ян-Майкл Винсент — Мэтт
- Уильям Кэтт —  Джек
- Гэри Бьюзи — Лерой
- Патти Д’Арбанвилль —  Салли
- Ли Пёрселл — Пегги Гордон
- Роберт Инглунд — рассказчик (за кадром); общий друг Мэтта, Джека и Лероя
- Сэм Мелвилл — Медведь
- Джо Спинелл — психолог
- Шарлин Тилтон — камео
- Рэб Браун — вышибала
- Хэнк Уорден — Тележка-Для-Покупок

## Съёмочная группа
- Сценаристы:
  - Джон Милиус
  - Деннис Эберг
- Режиссёр:Джон Милиус
- Оператор: Брюс Сертис
- Продюсер: Базз Файтшанс
- Монтажеры:
  - Роберт Вулф
  - Тим О'Мира
- Композитор: Бэзил Полидурис
- Художник: Чарлз Роузен